# 3-MCPD
Le 3-monochloropropane-1,2-diol, aussi appelé 3-MCPD, est un composé organique de formule brute C3H7ClO2. Le 3-MCPD est un contaminant présent dans les huiles alimentaires produit lors du raffinage.

## Contamination
Le 3-MCPD, ainsi que ses esters, se retrouvent dans les huiles alimentaires raffinées, ainsi que la sauce soja et certaines protéines végétales hydrolysées.
On le retrouve aussi dans une grande variété d'aliments, tels que les biscuits et le salami.

## Toxicologie
Les études toxicologiques sur des rats ont montré que le 3-MCPD avait des effets négatifs au niveau des reins et du système reproducteur,.

## Législation
En Union européenne, le niveau permis dans les protéines végétales hydrolysées et la sauce soja est de 20 µg/kg (selon la réglementation EC 1881/2006),.